# 한스 큉

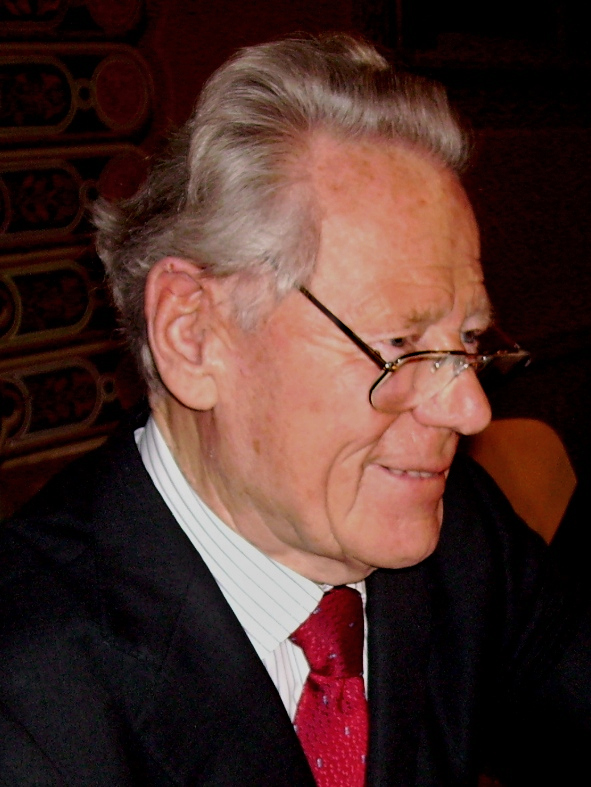
한스 큉 (2009)

한스 큉(독일어: Hans Küng, 1928년 3월 19일 ~ 2021년 4월 6일)은 스위스의 천주교회 사제이자 저명한 기독교 신학자로, 활발한 저술활동을 하는 작가였다. 독일의 튀빙겐 대학교에서 천주교 기초신학을 가르치던 그는 제2차 바티칸 공의회 때 전문위원으로 활동하였다. 그는 천주교 내부에서 기존의 교회는 항상 개혁되어야 한다고 주장하고, 《과연 무류인가?(Infallible?)》라는 책을 내서 교황 무류성 교리를 비판하는 등 천주교회의 교도권과 계속 마찰을 빚다가, 결국 1979년 12월 15일 교황청의 신앙교리성에서 공표문을 발표하여 큉은 공식적으로 천주교 신학을 가르칠 수 없게 되었다. 천주교 신학을 가르칠 권한을 박탈당했지만, 사제직은 이단이 되지 않는 한 유지되므로 한스 큉의 사제직은 유효한 상태로 남았다. 1979년 그는 천주교 신학 교수직을 박탈당했지만, 튀빙겐 대학교에서 천주교 신학이 아닌 신학분야는 강의에 문제가 없었으므로 조직신학 전공의 교회 일치 신학 부문 교수직을 유지했다. 1996년부터는 명예 교수가 되었다.

## 생애
- 1928년 스위스 루체른주 주르제에서 출생
- 교황청 부설 그레고리오 대학교에서 철학과 신학을 공부
- 1954년 천주교회의 사제로 서품받음
- 1960년 독일 튀빙겐 대학교 천주교 부문 기초신학 교수
- 1962년 제2차 바티칸 공의회의 신학자문위원으로 활동
- 1963년 튀빙겐 대학교 교의신학과 교회일치 신학 담당
- 1964년 튀빙겐 대학교 부설 교회일치신학 연구소 소장 겸임
- 1979년 천주교회 교사직(missio canonica)을 박탈당함
(사유: 교황 무류성 등의 교리들을 비판)
- 1996년 은퇴, 튀빙겐 대학교 명예교수로 활동

## 저서
- 《모짜르트, 음악과 신앙의 만남》 (이레서원: 2007)
- 《교회란 무엇인가》(분도출판사)
- 《가톨릭교회》(을유문화사)
- 《위대한 그리스도교 사상가들》(크리스천헤럴드)
- 《왜 그리스도인인가》(분도출판사)
- 《세계윤리 구상》(분도출판사)
- 《문학과 종교》(분도출판사) / 발터 옌스와 공저
- 《그리스도교》(분도출판사)
- 《신은 존재하는가?》(분도출판사)
- 《음악과 종교》(이기숙 역, 포노, 2017)

## 원서
- Justification: The Doctrine of Karl Barth and a Catholic Reflection, (org. 1964), (40th Ann. Ed. 2004), Westminster John Knox Press, ISBN 0-664-22446-6
- The Council and Reunion (1960), London: Sheed and Ward
- Structures of the Church (1962), New York: Thomas Nelson and Sons
- That the World May Believe (1963), New York: Sheed and Ward
- The Living Church: Reflections on the Second Vatican Council (1963), London: Sheed and Ward
- The Church (1967), London: Burns and Oates
- Infallible? An Inquiry (1971), ISBN 0-385-18483-2
- Why Priests? (1971)
- What must remain in the Church (1973), London: Collins
- On Being a Christian (1974)
- Signposts for the Future: Contemporary Issues facing the Church (1978), (ISBN 0-3851-3151-8), 204 pages
- Freud and the Problem of God: Enlarged Edition, Edward Quinn (translator), (ISBN 0-3000-4723-1), 126 pages, Yale University Press
- Does God Exist? An Answer For Today (1980) (ISBN 0-8245-1119-0)
- Christianity and the world religions: paths of dialogue with Islam, Hinduism, and Buddhism (1986) ISBN 0-385-19471-4
- Christianity and Chinese Religions (with Julia Ching, 1988) (ISBN 0-334-02545-1)
- Art and the question of Meaning (1980, translated 1981) E. Quinn, Crossroads New York (ISBN 0-8245-0016-4)
- The Incarnation of God: An Introduction to Hegel's Theological Thought as Prolegomena to a Future Christology, J. R. Stephenson (translator), (ISBN 0567093522), 601 pages, Crossroad Publishing Company
- Theology for the Third Millennium: An Ecumenical View (1990) (Translated by Peter Heinegg) (ISBN 0-3854-1125-1)
- Global Responsibility: In Search of a New World Ethic (1991), New York: Crossroad.
- Judaism: Between Yesterday and Tomorrow (1992), New York: Crossroad (ISBN 0-8264-0788-9)
- Great Christian Thinkers (1994) ISBN 0-8264-0848-6
- Christianity : Its Essence and History (1995) (ISBN 0334025710)
- A Global Ethic for Global Politics and Economics (1997) (ISBN 0-334-02686-5)
- Dying with Dignity (1998), co-written with Walter Jens
- 《The Catholic Church: A Short History》. New York: Modern Library. 2001. ISBN 0-679-64092-4.
- My Struggle for Freedom: Memoirs (2003), New York, London: Continuum (ISBN 0-8264-7021-1)
- Why I Am Still a Christian (2006) (ISBN 978-0826476982)
- The Beginning of All Things – Science and Religion (2007) (ISBN 978-0802807632)
- Islam: Past, Present and Future (2007) (ISBN 978-1-85168-377-2)
- Disputed Truth: Memoirs II (2008) New York: Continuum (ISBN 9780826499103)